# Feketefejű avarjáró
A feketefejű avarjáró (Orthonyx spaldingii) a madarak osztályának verébalakúak (Passeriformes) rendjébe és az avarjárófélék (Orthonychidae) családjába tartozó faj.

## Rendszerezése
A fajt Edward Pierson Ramsay ausztráliai ornitológus írta le 1868-ban.

## Alfajai
- Orthonyx spaldingii melasmenus Schodde & I. J. Mason, 1999
- Orthonyx spaldingii spaldingii E. P. Ramsay, 1868[2]

## Előfordulása
Ausztrália északkeleti részén honos. Természetes élőhelye szubtrópusi és trópusi síkvidéki és hegyi esőerdők. Állandó, nem vonuló faj.

## Megjelenése
Testhossza 24-29 centiméter, a hím testtömege 150-215 gramm, a tojóé 113-144 gramm. A hímnek fehér a melle, a tojóé barna.
|  |  |

## Életmódja
Rovarokkal és más szárazföldi gerinctelenekkel táplálkozik, esetenként békákat, kisebb gyíkokat és magvakat is fogyaszt.